# Thecla herodotus
Thecla herodotus är en fjärilsart som beskrevs av Fabricius 1793. Thecla herodotus ingår i släktet Thecla och familjen juvelvingar. Inga underarter finns listade i Catalogue of Life.